# 灰吕宋鼠
灰吕宋鼠(学名:Carpomys phaeurus)菲律宾吕宋岛的一种特有啮齿类动物。它们主要栖息于位于亚热带或热带内干燥的森林。